# Coleophora changaica
Coleophora changaica é uma espécie de mariposa do gênero Coleophora pertencente à família Coleophoridae.